# Edgar Odell Lovett

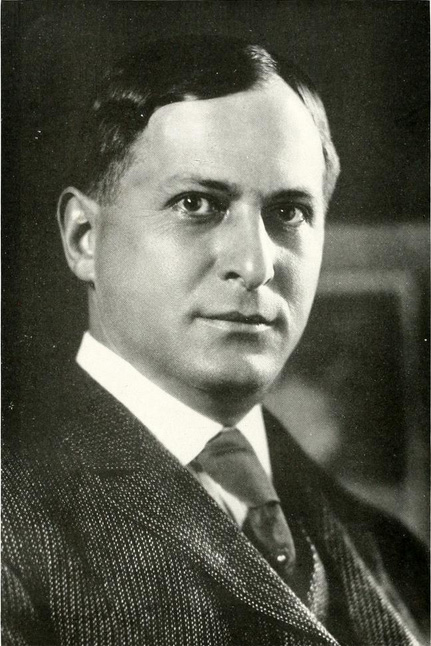
Edgar Odell Lovett

Edgar Odell Lovett (* 14. April 1871 in Shreve, Ohio; † 13. August 1957 in Houston, Texas) war ein US-amerikanischer Mathematiker und erster Präsident des Rice Institute in Houston.

## Leben
Edgar Lovett studierte am Bethany College in Bethany, West Virginia, mit dem Bachelor-Abschluss 1890, war dann am West Kentucky College als Lehrer und wurde 1895 an der University of Virginia in Mathematik promoviert sowie nochmals 1896 bei Sophus Lie an der Universität Leipzig (Theory of perturbations and Lie´s theory of contact transformations) (er war auch in Oslo). Er lehrte an der Johns Hopkins University, der University of Virginia und der University of Chicago, bevor er 1897 Instructor an der Princeton University wurde. 1898 wurde er dort Assistant Professor und 1900 Professor. Von 1905 bis 1908 war er Leiter der Fakultät für Mathematik und Astronomie. 1907 wurde er als erster Präsident der Rice University (damals Rice Institution) auf Rat von Woodrow Wilson (damals Präsident von Princeton) ausgewählt, was er 1908 annahm (offizieller Amtsantritt 1912). Er baute die neue Universität auf (nach Vorbildern, die er in Europa und Japan studierte) und blieb dort bis zu seiner Emeritierung 1946. Sein Nachfolger wurde William V. Houston.
Lovett war eingeladener Sprecher auf dem Internationalen Mathematikerkongress von 1900 in Paris. Er war mehrfacher Ehrendoktor und Mitglied der American Association for the Advancement of Science.
1898 heiratete er Mary Allen Hale und hatte zwei Töchter und zwei Söhne.